# 圣阿夫尔
圣阿夫尔（法語：Saint-Avre，法語發音：[sɛ̃.t‿avʁ]）是法国萨瓦省的一个市镇，属于圣让德莫里耶讷区。

## 地理
圣阿夫尔（45°21'9"N, 6°18'36"E）面积3.64 平方千米，位于法国奥弗涅-罗讷-阿尔卑斯大区萨瓦省，该省份为法国东部省份，历史上为薩伏依的一部分，北起上萨瓦省，西接伊泽尔省和安省，南部和东部与上阿尔卑斯省和意大利接壤。
与圣阿夫尔接壤的市镇（或旧市镇、城区）包括：拉尚布尔、蒙韦尔尼耶、圣艾蒂安德屈讷、圣玛丽德屈讷、圣马丹叙拉尚布尔、圣弗朗索瓦-隆尚。

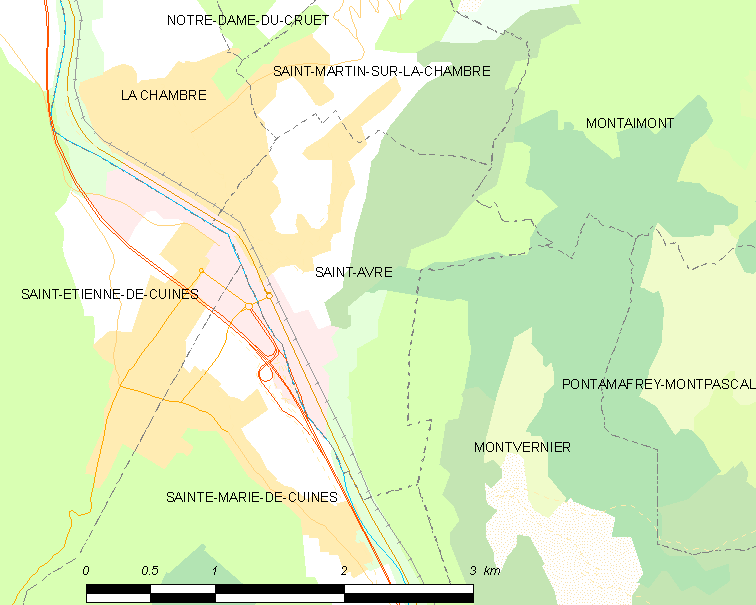
圣阿夫尔的OSM定位图

圣阿夫尔的时区为UTC+01:00、UTC+02:00（夏令时）。

## 行政
圣阿夫尔的邮政编码为73130，INSEE市镇编码为73224。

## 政治
圣阿夫尔所属的省级选区为圣让德莫里耶讷县。

## 人口

1962-2008年间圣阿夫尔人口变化图示

圣阿夫尔于2022年1月1日时的人口数量为895人。